# ألعاب القوى في الألعاب الأولمبية الصيفية 2024 – سباق 3000 متر موانع للسيدات
أقيمت منافسات سباق 3000 متر موانع للسيدات في دورة الألعاب الأولمبية الصيفية 2024 في جولتين فيستاد دو فرانس في باريس، فرنسا، يومي 4 و6 أغسطس 2024. تعتبر هذه هي المرة الخامسة التي تقام فيها منافسات سباق 3000 متر موانع للسيدات في دورة الألعاب الأولمبية الصيفية. تأهل ما مجموعه 36 رياضية للحدث حسب معيار الدخول أو التصنيف.
فازت البحرينية وينفريد يافي سباق 3000 متر موانع للسيدات في التاريخ لتضيف اللقب الأولمبي إلى لقبها العالمي في دورة باريس 2024 وسجلت اللاعبة البالغة من العمر 24 عاما زمنا قدره 8:52.76 ثانية، محطمة الرقم القياسي الأولمبي الذي تم تسجيله عندما ظهرت هذه الرياضة لأول مرة في الألعاب النسائية عام 2008، مما حرم الأوغندية بيرو تشيموتاي من الفوز الأولمبي الثاني على التوالي. وتمكنت تشيموتاي من الحصول على الميدالية الفضية هذه المرة في رقم قياسي وطني قدره 8:53.34، بينما حصلت الكينية فيث تشيروتيتش على الميدالية البرونزية في أفضل وقت لها وهو 8:55.15 وهي الميدالية العالمية الثانية للاعبة البالغة من العمر 20 عامًا بعد برونزيتها في بطولة العالم في بودابست عام 2023.
وسط هتافات حماسية من الجماهير المحلية، احتلت الفرنسية أليس فينوت المركز الرابع مسجلة رقماً قياسياً أوروبياً بلغ 8:58.67. وهذه هي المرة الأولى التي تقطع فيها أربع سيدات مسافة السباق في أقل من تسع دقائق، حيث حصلت أفضل الدرجات على المراكز من الثالث إلى الثاني عشر. كان هامش الفوز 0.58 ثانية وهي المرة الأولى التي يفوز فيها سباق 3000 متر موانع للسيدات بأقل من ثانية في الألعاب الأولمبية.

## ملخص
تعود البطلة المدافعة عن اللقب بيروث تشيموتاي كرائدة عالمية للموسم، متقدمة بفارق ضئيل على حاملة الرقم القياسي العالمي بياتريس تشيبكويتش التي هي أيضًا بطلة العالم لعام 2019 وحاصلة على الميدالية الفضية لعام 2023. كما شاركت أيضًا الحائزة على الميدالية الذهبية لعام 2023 وينفريد يافي. وكان هؤلاء الرياضيون الثلاثة هم الفائزين الفرديين. كانت بطلة العالم لعام 2022 نورا جيروتو، وبرونزية عام 2019 جيسا كراوس وبرونزية عام 2023 فيث تشيروتيتش ولكن بقية المنصات الأخيرة كانت غائبة. كانت فاليري كونستين وفيث تشيروتيتش وأليس فينوت وكورتني وايمنت في مقدمة القائمة العالمية.
منذ البداية، تقدمت مجموعة من تشيموتاي وتشيبكويتش وتشيروتيتش وسمبو ألماييو إلى المقدمة مع تشيموتاي في المقدمة. بعد أن شكل الأربعة استراحة في لفة من السباق، سد يافي، في مقدمة المجموعة الثانية، الفجوة الصغيرة لينتقل إلى مؤخرة المجموعة. واستولى تشيبكويتش على الصدارة في اللفات الثلاث التالية، عندما تقدم تشيموتاي مرة أخرى. وتقدمت ألميو إلى كتفها. وتقدم يافي حول تشيروتيتش المتعثرة للحفاظ على الاتصال. ومع تبقي لفتين، كافح ألميو لمواكبة الوتيرة وتقدم يافي مرة أخرى. وعند قرع الجرس، كان تشيموتاي وتشيبكويتش ويافي في مجموعة متقاربة بهذا الترتيب. وخلال المنعطف، تقدم يافي خلف تشيموتاي. وفي الجزء الخلفي من المسار، انفصل الاثنان. وكسر تشيبكويتش، وتجاوزه تشيروتيتش. وخلال القفزة المائية الأخيرة، احتفظ تشيموتاي بالخط الداخلي والميزة. وخلفهما، نجحت أليس فينوت، الأسرع بينهم جميعًا، في التغلب على ألاميو وتشيبكويتش المتراجعة، ووضعت أنظارها على تشيروتيتش. وعند الدخول إلى الحاجز الأخير، تجاوز يافي تشيموتاي، لكنه تلعثم بعد ذلك، وقفز الاثنان عالياً فوق الحاجز معًا. من سيكون صاحب السرعة في النهاية؟ في البداية بدا الأمر وكأن تشيموتاي كانت لها الأفضلية، ولكن على الرغم من عدم شهرتها بالسرعة في إنهاء السباق، فقد أظهرت يافي شكلًا أفضل في الجري والسرعة، ففازت بالميدالية الذهبية. وتفوقت تشيروتيتش على فينوت لتفوز بالميدالية البرونزية.
لقد كان رقمًا قياسيًا أولمبيًا جديدًا ليافي، حيث احتلت المركز الرابع في الأداء على الإطلاق (رغم أنها تحتل المركز الثاني بالفعل). وحققت تشيموتاي رقمًا قياسيًا وطنيًا أفضل من رقمها القياسي. وانتقلت تشيروتيتش إلى المركز الثالث عشر والسابع. وكان فينوت في المركز الثالث والعشرين والحادي عشر والرقم القياسي الأوروبي بالإضافة إلى الرقم القياسي الفرنسي على أرضه. وحتى قبل ذلك أصبحت إليزابيث بيرد في المركز التاسع عشر برقم قياسي بريطاني جديد وأصبحت لومي موليتا في المركز الثاني والعشرين.

## الخلفية
ظهرت سباقات 3000 متر موانع للسيدات لأول مرة في الألعاب الأولمبية الصيفية 2008.
| الرقم القياسي          | الرياضي (الدولة)       | الوقت (ثانية) | الموقع                  | التاريخ       |
| ---------------------- | ---------------------- | ------------- | ----------------------- | ------------- |
| الرقم القياسي العالمي  | بياتريس تشيبكويش (KEN) | 8:44.32       | فونتفيل، موناكو         | 20 يوليو 2018 |
| الرقم القياسي الأولمبي | جولنارا جالكينا (RUS)  | 8:58.81       | بكين، الصين             | 17 أغسطس 2008 |
| الرقم الرائد العالمي   | بيروث تشيموتاي (UGA)   | 8:55.09       | يوجين، الولايات المتحدة | 25 مايو 2024  |

| سجل المنطقة                                                      | رياضي (دولة)                                | الوقت (ثوانٍ) |
| ---------------------------------------------------------------- | ------------------------------------------- | ------------ |
| أفريقيا (الأرقام القياسية)                                       | بياتريس تشيبكوش (كينيا)                     | 8:44.32 ر.ع  |
| آسيا (الأرقام القياسية)                                          | وينفريد يافي (البحرين)                      | 8:50.66      |
| أوروبا (الأرقام القياسية)                                        | جولنارا جالكينا (روسيا)                     | 8:58.81      |
| أمريكا الشمالية والوسطى ومنطقة البحر الكاريبي (الأرقام القياسية) | كورتني فريريشس (الولايات المتحدة الأمريكية) | 8:57.77      |
| أوقيانوسيا (الأرقام القياسية)                                    | جينيفيف لاكاز (أستراليا)                    | 9:14.28      |
| أمريكا الجنوبية (الأرقام القياسية)                               | تاتيان راكيل دا سيلفا (البرازيل)            | 9:24.38      |

تم تسجيل الأرقام القياسية التالية خلال الحدث:
| البلد   | الرياضية     | الجولة  | الوقت   | الملاحظات |
| ------- | ------------ | ------- | ------- | --------- |
| البحرين | وينفريد يافي | النهائي | 8:52.76 | ر.أ       |

## التأهل
بالنسبة لسباق 3000 متر موانع للسيدات، كانت فترة التأهيل بين 1 يوليو 2023 و30 يونيو 2024. تمكن 36 رياضية من التأهل للحدث، بحد أقصى ثلاثة رياضيين لكل دولة، من خلال الركض وفقًا لمعيار الدخول 9:23.00 ثانية أو أسرع أو حسب تصنيفهم العالمي لألعاب القوى لهذا الحدث.

## النتائج

### الجولة الأولى
أقيمت الجولة الأولى في 4 أغسطس، بدءًا من الساعة 10:05 (UTC+2) صباحًا.

#### تصفيات الجولة الأولى
نتائج تصفيات الجولة الأولى من سباق 3000 متر موانع للسيدات.
| المركز | الرياضية             | البلد            | الوقت   | الملاحظات |
| ------ | -------------------- | ---------------- | ------- | --------- |
| 1      | بيروث شيموتاي        | أوغندا           | 9:10.51 | Q         |
| 2      | فيث تشيروتيتش        | كينيا            | 9:10.57 | Q         |
| 3      | غيزا فيليتكاس كراوزه | ألمانيا          | 9:10.68 | Q, SB     |
| 4      | كورتني ويمنت         | الولايات المتحدة | 9:10.72 | Q         |
| 5      | لومي موليتا          | إثيوبيا          | 9:10.73 | Q, PB     |
| 6      | مروى بوزياني         | تونس             | 9:10.91 | PB        |
| 7      | كارولينا روبلس       | إسبانيا          | 9:22.48 |           |
| 8      | بارول تشودري         | الهند            | 9:23.39 | SB        |
| 9      | أنيتا كونيتشيك       | بولندا           | 9:24.43 | PB        |
| 10     | ديزي جيبكيمي         | كازاخستان        | 9:24.69 |           |
| 11     | أيمي برات            | بريطانيا العظمى  | 9:27.26 | SB        |
| 12     | ريغان يي             | كندا             | 9:27.81 |           |

#### تصفيات الجولة الثانية
نتائج تصفيات الجولة الثانية من سباق 3000 متر موانع للسيدات.
| المركز | الرياضية         | البلد            | الوقت   | الملاحظات |
| ------ | ---------------- | ---------------- | ------- | --------- |
| 1      | وينفريد يافي     | البحرين          | 9:15.11 | Q         |
| 2      | سيمبو ألمايو     | إثيوبيا          | 9:15.42 | Q         |
| 3      | فاليري كونستاين  | الولايات المتحدة | 9:16.33 | Q         |
| 4      | إليزابيث بيرد    | بريطانيا العظمى  | 9:16.46 | Q         |
| 5      | نورا جيروتو      | كازاخستان        | 9:16.46 | Q, SB     |
| 6      | أوليفيا غورث     | ألمانيا          | 9:16.47 | PB        |
| 7      | سيلي ماكابي      | كندا             | 9:20.71 |           |
| 8      | كينغا كروليك     | بولندا           | 9:26.61 | PB        |
| 9      | لويزا جيجا       | ألبانيا          | 9:27.41 |           |
| 10     | فلافي رينوارد    | فرنسا            | 9:27.70 | SB        |
| 11     | كارا فيين ريان   | أستراليا         | 9:28.72 | PB        |
| 12     | جاكلين تشيبكويتش | كينيا            | 9:35.56 |           |

#### تصفيات الجولة الثالثة
نتائج تصفيات الجولة الثالثة من سباق 3000 متر موانع للسيدات.
| المركز | الرياضية               | البلد            | الوقت   | الملاحظات |
| ------ | ---------------------- | ---------------- | ------- | --------- |
| 1      | بياتريس تشيبكويتش      | كينيا            | 9:13.56 | Q         |
| 2      | أليس فينو              | فرنسا            | 9:14.78 | Q         |
| 3      | ليا ماير               | ألمانيا          | 9:14.85 | Q, PB     |
| 4      | أليسيا كونيتشيك        | بولندا           | 9:16.51 | Q, NR     |
| 5      | إيرين سانشيز إسكريبانو | إسبانيا          | 9:17.39 | Q, PB     |
| 6      | إيلونا مونونن          | فنلندا           | 9:22.77 | NR        |
| 7      | ماريسا هوارد           | الولايات المتحدة | 9:24.78 |           |
| 8      | ستيلا روتو             | رومانيا          | 9:31.23 |           |
| 9      | إيمي كاشن              | أستراليا         | 9:32.93 |           |
| 10     | تاتياني راكيل دا سيلفا | البرازيل         | 9:33.96 | SB        |
| 11     | بيلين كاسيتا           | الأرجنتين        | 9:34.78 |           |
| 12     | شو شوانجوانغ           | الصين            | 9:43.50 |           |

### النهائي
أقيمت الجولة النهائية في 6 أغسطس، ابتداءً من الساعة 21:10 (UTC+2) في المساء.
| المركز | الرياضية               | البلد            | الوقت   | الملاحظات |
| ------ | ---------------------- | ---------------- | ------- | --------- |
| الأول  | وينفريد يافي           | البحرين          | 8:52.76 | OR        |
| الثاني | بيروث شيموتاي          | أوغندا           | 8:53.34 | NR        |
| الثالث | فيث تشيروتيتش          | كينيا            | 8:55.15 | PB        |
| 4      | أليس فينو              | فرنسا            | 8:58.67 | ER        |
| 5      | سيمبو ألمايو           | إثيوبيا          | 9:00.83 | SB        |
| 6      | بياتريس تشيبكويتش      | كينيا            | 9:04.24 |           |
| 7      | إليزابيث بيرد          | بريطانيا العظمى  | 9:04.35 | NR        |
| 8      | لومي موليتا            | إثيوبيا          | 9:06.07 | PB        |
| 9      | نورا جيروتو            | كازاخستان        | 9:08.97 | SB        |
| 10     | ليا ماير               | ألمانيا          | 9:09.59 | PB        |
| 11     | إيرين سانشيز إسكريبانو | إسبانيا          | 9:10.43 | PB        |
| 12     | كورتني ويمنت           | الولايات المتحدة | 9:13.60 |           |
| 13     | أليسيا كونيتشيك        | بولندا           | 9:21.31 |           |
| 14     | غيزا فيليسيتاس كراوزه  | ألمانيا          | 9:26.96 |           |
| 15     | فاليري كونستاين        | الولايات المتحدة | 9:34.08 |           |